# Madeleine Pape
Madeleine Pape, född 24 februari 1984, är en friidrottare från Australien. Hon deltog vid olympiska sommarspelen 2008.